# Hieracium canostriatum
Hieracium canostriatum es una especie de planta con flor del género Hieracium, de la familia Asteraceae, orden Asterales.

## Distribución
Hieracium canostriatum se distribuye por Suecia.

## Taxonomía
Fue descrita científicamente por Folin. Fue publicada en Ark. Bot. 22A(5): 28 (1928).